# ヤーニス・バルオディス
ヤーニス・バルオディス（ラトビア語: Jānis Balodis, 1881年2月20日 - 1965年8月8日）は、ラトビアの軍人、政治家。ラトビア軍総司令官（在任：1919年 – 1921年）、陸軍大臣（在任：1931年 – 1940年）、全階級のラーチュプレーシス勲章受章者、法務大臣（1934年）、サエイマ議員を務めた。ウルマニスのクーデターの首謀者の一人で、1940年4月5日に辞職するまで、カールリス・ウルマニスに次ぐ地位にあった。

## 生涯
1881年、ロシア帝国のヴィドゼメ県ヴァルカ郡トリカタ市の農夫ペテリス・バロディス（1834年 - 1915年）とその妻アンナ（旧姓カエ、1843年 - 1924年）のヴェジュニキ家に生まれた。1889年、ロシア帝国陸軍に入隊し、カウナスのの第110歩兵連隊に所属した。1900年から1902年までヴィリニュス陸軍士官学校で学んだ。1904年11月から1905年7月まで第25師団の一員として日露戦争に従軍し、腕に重傷を負った。1906年から1914年までヴィリニュスの第27師団に所属。第一次世界大戦にも下士官及び中隊長として従軍し、1915年、東プロイセンでの戦いで軽傷を負い、その戦功によりスタニスラフ二級勲章、アンナ二級勲章、ウラジーミル四級勲章、聖勲章を受章。聖ゲオルギウス十字章を授与され、昇進した。2月20日、第二次マズーリ湖攻勢の最中にドイツ軍の捕虜となり、戦争がおわるまでシレジアの捕虜収容所に収容された。
1918年11月の第一次世界大戦終結直後にラトビアに戻り1918年12月18日に新設されたラトビア陸軍に予備中隊長として参加した。1919年2月28日、中佐に昇進。3月6日にオスカルス・カルパクスが戦死すると、さらに大佐に昇進し、ラトビア軍別動隊隊長に任じられ、ヴェンタとサルドゥスでの戦闘の指揮を執った。兵力が増強されるにつれて、バルオディスはラトビア別働隊長に任命され、後に南方グループ総司令官に任命された。1919年7月15日、ラトビア軍部隊の再編成後、南ラトビア旅団は第クールラント歩兵師団と改称され、バルオディスはその司令官に任命され、ラトガレの解放で師団を指揮した。バーモント事件の最中の10月16日にダーヴィッズ・シーマンソン将軍が解任され、バルオディスは総司令官に任命された。1920年1月23日、将軍に昇進した。
ラトビア独立戦争終結後の1921年2月に総司令官の役職が廃止されると、7月に自らの意思で退役した。1921年4月、ウペスムイジャとリィベレズ市にある100ヘクタールの土地を受け取った。ラトビア農民連合に加入し、1925年にサエイマに選出され、1931年12月7日から陸軍大臣を務めた。1934年5月15日、ウルマニスのクーデターに参加。その後、1940年4月まで陸軍大臣を務め、その後、クリシュヤニス・ベルホイスにその地位を譲った。1936年3月12日から副大統領、1938年2月11日から副首相を務めた。
1939年10月5日のソ連・ラトビア相互援助条約調印後、ラトビアは事実上ソ連の保護国となった。国内の緊張は高まり、1940年4月5日、バルオディスは明確な公式説明もないまますべての役職を解任された。ラトビアがソ連に占領されると、民主ブロックの名簿で選挙に立候補することを計画したが、妻とともに7月31日に逮捕され、シズラニに強制送還された。1941年にドイツがソ連を攻撃すると、クイビシェフ刑務所に収監され、1946年以降はイヴァノヴォ刑務所に収監された。1952年になって初めて裁判にかけられ、25年の刑を宣告され、「危険犯罪者」としてウラジーミルにある特別刑務所に送られた。ヨシフ・スターリンの死後、釈放され、1956年末にラトビアに戻り、リガと後にサウルクラスティに住んだ。1965年8月8日、バルオディスは84歳でこの世を去った。8月11日、遺体はリガの森墓地に埋葬された。彼の妻は、剣と「バルオディス将軍」と刻まれた墓碑を設置したが、KGBによって撤去された。バルオディスはラトビア学生団体ヴェントニアの名誉会員であった。

## 勲章
- 聖スタニスラス勲章（ロシア帝国）（ロシア語版）二級剣士
- 聖ウラジーミル勲章（ロシア語版）四級剣士
- 聖アンナ勲章（ロシア語版）二級剣士
- ラーチュプレーシス勲章（ラトビア語版）一級、二級、三級
- 三ツ星勲章（ラトビア語版）一級
- ヴィエストゥール勲章（ラトビア語版）一級
- レジオンドヌール勲章司令官
- 聖マイケル・聖ジョージ勲章
- フィンランド白薔薇勲章一級
- エストニア自由十字勲章（エストニア語版）一級
- 鷲十字勲章（エストニア語版）一級
- ヴィルチュティ・ミリタリ勲章（ポーランド語版）五級
- ヴィータウタス大公勲章（英語版）
- 聖マウリッツィオ・ラザロ勲章一級